# Богданович Сергій Ілліч
Сергі́й Іллі́ч Богдано́вич (1865—?) — російський військовий діяч, Генерального штабу генерал-майор (1915). Герой Першої світової війни.

## Біографія
Служити почав 1884 року після закінчення Київського Володимирського кадетського корпусу. 1886 року, закінчивши Павловське військове училище, отримав звання підпоручника та відправлений до Брест-Литовської фортечної артилерії. 1889 року був підвищений до поручника, а 1895 року до штабскапітана.
1898 року, після закінчення Миколаївської академії Генерального штабу, за I розрядом призначено бути капітаном Генерального штабу — старший ад'ютант штабу 17-ї піхотної дивізії. З 1899 року — командир роти 65-го Московського піхотного полку. З 1900 року — підполковник, старший ад'ютант штабу 14-го армійського корпусу, 2-го Сибірського армійського корпусу та Приамурського військового округу, начальник штабу Заамурського округу Окремого корпусу Прикордонної варти. З 1901 року — учасник Китайської військової компанії.
З 1904 року — учасник Російсько-японської війни. 1905 року зі званням полковника був начальником штабу 7-ї кавалерійської дивізії. З 1906 року — начальник штабу 55-ї піхотної дивізії та штаб-офіцер при управлінні 55-ї піхотної резервної бригади. 1906 року відбував ценз за командуванням батальйоном у 177-му Ізборському піхотному полку. З 1910 року — командир 27-го Вітебського піхотного полку.

З 1914 року — учасник Першої світової війни, у 1915 році підвищений до генерал-майора, генерал для доручень при командувачі 10-ї армії та начальник штабу 3-го Сибірського армійського корпусу. Найвищим наказом від 9 березня 1915 року за мужність нагороджений Георгіївською зброєю: 
|  | За те, що в бою 27 серпня 1914 року, біля міста Томашове, командуючи полком, що входив до складу лівої частини дивізії, особисто керуючи боєм, заволодів найважливішою частиною противника на Майданському масиві |

З 1917 року — командир 7-ї Сибірської стрілецької дивізії та 8-ї піхотної дивізії.
Після Жовтневої революції з 1918 року в Армії Української Держави, генеральний хорунжий — начальник 1-ї Української військової школи ім. Б. Хмельницького. З 1920 року на еміграції в Югославії.

## Нагороди
- Орден Святого Станіслава 3-го ступеня (ВП 1893)
- Орден Святого Станіслава 2-го ступеня (ВП 1904)
- Орден Святої Анни 2-го ступеня (ВП 1906)
- Орден Святого Володимира 4-го ступеня з мечами та бантом (ВП 1902) — За бойові заслуги показані під час Китайської військової компанії 1900—1901 рр.
- Орден Святого Володимира 3-го ступеня з мечами (1908; ВП 12.02.1915)
- Георгіївська зброя (ВП 09.03.1915)
- Орден Святого Станіслава 1-го ступеня з мечами (ВП 18.03.1916)
- Орден Святої Анни 1-го ступеня з мечами (ПАФ от 07.07.1917)